# Сан-Франціску-Пернамбукану (мезорегіон)
Сан-Франціску-Пернамбукану (порт. Mesorregião do São Francisco Pernambucano) — адміністративно-статистичний мезорегіон в Бразилії, входить в штат Пернамбуку.

## Географія
Мезорегіон Сан-Франціску-Пернамбукану — один із п'яти мезорегіонів бразильського штату Пернамбуку. Він складається із двох мікрорегіонів та охоплює 15 муніципалітетів.
| Бразилія | Це незавершена стаття з географії Бразилії. Ви можете допомогти проєкту, виправивши або дописавши її. |